# Parisatide II
Parisatide II (in antico persiano: Parušyatiš, scritto anche come Parysatis; ... – Babilonia o Susa, 323 a.C.) è stata una principessa persiana, figlia di Artaserse III di Persia.

## Biografia
Parisatide II era la figlia più giovane di Artaserse III (m. 338 a.C.), sovrano dell'Impero persiano, e la sorella di Artaserse IV. Quando suo fratello, dopo appena due anni di regno, venne deposto e sostituito con Dario III, un cugino di secondo grado, nel 336 a.C., lei e le sue sorelle continuarono a vivere alla corte persiana.
Parisatide, come il resto della corte, seguì Dario nelle sue campagne contro Alessandro Magno, e venne catturata nel 333 a.C. a Damasco, dopo la sconfitta di Isso, dal generale Parmenione, che la consegnò, insieme al resto delle donne della sua famiglia catturate, ad Alessandro, che le trattò con rispetto, mandandole a vivere a Susa mentre lui continuava la sua campagna, che si concluse con la sua conquista dell'Impero persiano dopo l'assassinio di Dario III da parte di un gruppo di satrapi ribelli e la successiva sconfitta di questi da parte di Alessandro.
Nel 324 a.C. durante l'evento noto come nozze di Susa, Alessandro prese Parisatide come terza consorte, mentre, nello stesso giorno, prese Statira II, figlia di Dario III, come seconda, riunendo così i due rami della dinastia achemenide. La sua prima moglie e regina era invece Rossane, figlia di un satrapo minore di cui pare fosse sinceramente innamorato e che aveva sposato nel 327 a.C.
Dopo la morte di Alessandro nel 323 a.C., Rossane, incinta, avvelenò Statira e probabilmente Parisatide, nel timore che anche una di loro fosse incinta. Secondo il resoconto di Plutarco, la seconda vittima fu invece Dripetide, sorella di Statira e moglie del defunto Efestione, ma storici moderni ritengono che Plutarco possa aver confuso le due donne, perché avrebbe più senso che Parisatide rappresentasse un pericolo per Rossane rispetto alla moglie, seppur di nobili natali, di un generale defunto.